# Ballon d'or 1987
Navigation
Édition précédente Édition suivante
Le Ballon d'or 1987 est un prix donné au meilleur joueur européen de football de l'année 1987. Il est attribué au Néerlandais Ruud Gullit qui évolue à l'AC Milan et devient ainsi le deuxième joueur des Pays-Bas à recevoir le Ballon d'or après Johan Cruyff.
Vingt-sept votants, chacun de nationalités différentes, expriment leur choix ; Ruud Gullit reçoit des points de 26 des 27 votants.

## Classement
| Rang | Nom                  | Club                                   | Sélection nationale  | Points |
| ---- | -------------------- | -------------------------------------- | -------------------- | ------ |
| 1    | Ruud Gullit          | AC Milan                               | Pays-Bas             | 106    |
| 2    | Paulo Futre          | Atlético de Madrid                     | Portugal             | 91     |
| 3    | Emilio Butragueño    | Real Madrid CF                         | Espagne              | 61     |
| 4    | Míchel               | Real Madrid CF                         | Espagne              | 29     |
| 5    | Gary Lineker         | FC Barcelone                           | Angleterre           | 13     |
| 6    | John Barnes          | Watford FC / Liverpool FC              | Angleterre           | 10     |
| 6    | Marco van Basten     | Ajax Amsterdam / AC Milan              | Pays-Bas             | 10     |
| 8    | Gianluca Vialli      | Sampdoria                              | Italie               | 9      |
| 9    | Bryan Robson         | Manchester United FC                   | Angleterre           | 7      |
| 10   | Klaus Allofs         | 1. FC Cologne / Olympique de Marseille | Allemagne de l'Ouest | 6      |
| 10   | Glenn Hysén          | IFK Goteborg / Fiorentina              | Suède                | 6      |
| 12   | Manuel Amoros        | AS Monaco                              | France               | 5      |
| 12   | Lothar Matthäus      | Bayern Munich                          | Allemagne de l'Ouest | 5      |
| 14   | Mark Hateley         | Milan AC / AS Monaco                   | Angleterre           | 4      |
| 14   | Toni Polster         | Austria Vienne / Torino FC             | Autriche             | 4      |
| 14   | Ian Rush             | Liverpool FC / Juventus FC             | Pays de Galles       | 4      |
| 17   | Pierre Littbarski    | RC Paris / 1. FC Cologne               | Allemagne de l'Ouest | 3      |
| 17   | Paul McGrath         | Manchester United FC                   | République d'Irlande | 3      |
| 17   | Jean-Marie Pfaff     | Bayern Munich                          | Belgique             | 3      |
| 17   | Oleksandr Zavarov    | Dynamo Kiev                            | Union soviétique     | 3      |
| 21   | Peter Beardsley      | Everton FC / Liverpool FC              | Angleterre           | 2      |
| 21   | Józef Młynarczyk     | FC Porto                               | Pologne              | 2      |
| 21   | Rinat Dasaev         | Spartak Moscou                         | Union soviétique     | 2      |
| 21   | Preben Elkjær Larsen | Hellas Vérone                          | Danemark             | 2      |
| 21   | Gheorghe Hagi        | Steaua Bucarest                        | Roumanie             | 2      |
| 21   | Heinz Hermann        | Neuchâtel Xamax                        | Suisse               | 2      |
| 21   | Ally McCoist         | Rangers FC                             | Écosse               | 2      |
| 21   | Rodion Cămătaru      | Dinamo Bucarest                        | Roumanie             | 2      |
| 21   | Peter Shilton        | Southampton FC / Derby County FC       | Angleterre           | 2      |
| 30   | Alessandro Altobelli | Inter Milan                            | Italie               | 1      |
| 30   | Glenn Hoddle         | Tottenham / AS Monaco                  | Angleterre           | 1      |
| 30   | Sokol Kushta         | Partizani Tirana / Flamurtari Vlorë    | Albanie              | 1      |
| 30   | Dimitris Saravakos   | Panathinaïkos                          | Grèce                | 1      |
| 30   | Rudi Völler          | Werder Brême / AS Rome                 | Allemagne de l'Ouest | 1      |